# Birtalan Ágnes
Birtalan Ágnes (Szekszárd, 1961. április 7. – ) orientalista, mongolista egyetemi tanár, az ELTE Bölcsészettudományi Kar Belső-ázsiai Tanszék tanszékvezetője.

## Tanulmányai
Birtalan Ágnes az ELTE BTK mongol filológia, orosz nyelv és irodalom valamint történelem szakán szerzett diplomát 1985-ben. Ezt követően a Mongóliai Állami Egyetemen tanult egy évig, illetve a leningrádi Zsdanov Egyetemen orosz és mongol nyelvi részképzésen vett részt. 1991-től mandzsu tanulmányokat folytatott Bonnban, a Seminar für Zentralasiatische Studien und Sprachwissenschafton M. Weiers professzornál (1991), valamint Budapesten U. Kőhalmi Katalinnál.
1991-ben lett a nyelvtudomány kandidátusa az Egy századeleji ojrát népdalgyűjtemény műfajai és nyelve című disszertációjával, 2001-ben habilitált (Tanulmányok a mongol sámánizmusról és népvallásról).

## Munkahelyei
1990-től 1993-ig az ELTE Belső-ázsiai Tanszék tanársegédjeként, majd 1993-tól egyetemi docensként tevékenykedett. 1998-tól 1999-ig megbízott tanszékvezető volt, 2000-től pedig a tanszék tanszékvezetője.
Tanított a Károli Gáspár Református Egyetemen (1994–1998), A Tan Kapuja Buddhista Főiskolán (1994–1995) és a Közép-európai Egyetemen (2000) is.

## Oktatásszervezés, programfejlesztés
1990-ben részt vett az A-szakos mongolisztikai, valamint a mongolisztikai PhD képzési képzési rendszer kidolgozásában az ELTE-n.
1996-tól tevékeny részt vállal az ELTE Buddhista vallástörténeti és filozófiai programjának megszervezésében, amelynek azóta is társvezetője.
1997-től az ELTE Koreai nyelvi és országismereti programjának megszervezése és vezetése.
2005-től a bolognai rendszerben a mongol BA, valamint a mongol, buddhista, délkelet-ázsiai és koreai minor szakok kidolgozása (ELTE).

## Kitüntetései, díjai
- Kőrösi Csoma-díj (2000)
- a kiemelkedő fiatal mongolisták számára Mongólia elnöke, N. Bagabandi által alapított és átadott mongol állami kitüntetés (2005)
- a Mongol TA Nyelv- és Irodalomtudományi Intézetének elismerő oklevele (2010)

## Főbb művei

### Könyvek, könyvfejezetek (külföldön kiadott)
- Die Mythologie der mongolischen Volksreligion. In: Wörterbuch der Mythologie 34. Ed. Schmalzriedt, Egidius – Haussig, Hans Wilhelm. Stuttgart, Klett-Cotta Verlag 2001. pp. 879–1097.
- Oirat. In: The Mongolic Languages. (Routledge Language Family Series) Ed. Janhunen, Juha. London – New York, Routledge 2003. pp. 210–228.
- Buryat Shamanism (Mongolia). In: Shamanism. An Encyclopedia of World Beliefs, Practices, and Culture. Ed. Namba Walter, Mariko – Neumann Fridman, Eva Jane. Santa Barbara, California – Denver, Colorado – Oxford, England 2004. pp. 539–545
- Mongolian Shamanic Texts. Text Collections and Monographs on Mongolian Shamanic Texts. In: Shamanism. An Encyclopedia of World Beliefs, Practices, and Culture. Ed. Namba Walter, Mariko – Neumann Fridman, Eva Jane. Santa Barbara, California – Denver, Colorado – Oxford, England 2004. pp. 586–593.
- Schamanismus und Volksreligion bei den Kalmücken. In: Die Welt des tibetischen Buddhismus. Mitteilungen aus dem Museum für Völkerkunde Hamburg. Neue Folge 36. (2005) Hamburg, Museum für Völkerkunde 2005. pp. 257–280.
- Die Nahrungsmittel bei den mongolischen Völkern. In: Die Welt des tibetischen Buddhismus. Mitteilungen aus dem Museum für Völkerkunde Hamburg. Neue Folge 36. (2005) Hamburg, Museum für Völkerkunde 2005. pp. 569–584.
- Manchu. In: The Greenwood Encyclopedia of World Folklore and Folklife. Vol. 2. Southeast Asia and India, Central and East Asia, Middle East. Ed. Clemets, William M. Westport, Connecticut – London, Greenwood Press 2005. pp. 245–252.
- Mongol. In: The Greenwood Encyclopedia of World Folklore and Folklife. Vol. 2. Southeast Asia and India, Central and East Asia, Middle East. Ed. Clemets, William M. Westport, Connecticut – London, Greenwood Press 2005. pp. 252–259.
- “El ganado es la base de oro de nuestra vida” In: Un Día en Mongolia. Ed. Müller, Claudius. Barcelona, Obra Social Fundación “la Caixa” 2007. pp. 100–123.
- Los tres juegos de los mongoles: el Naadam. In: Un Día en Mongolia. Ed. Müller, Claudius. Barcelona, Obra Social Fundación “la Caixa” 2007. pp. 124–135.

### Könyvek, könyvfejezetek (Magyarországon kiadott)
- Kalmükök – Egy európai mongol nép. (TEXTerebess 1.) Budapest, Terebess Kiadó 2002. 263 p. [The Kalmyks - a European Mongolian Nation] (Rákos Attilával közösen – in co-authorship with Rákos Attila)
- Bolor-un gerel. Kristályfény. Tanulmányok Kara György professzor 70. születésnapjának tiszteletére; szerk. Birtalan Ágnes, Rákos Attila; Eötvös Loránd Tudományegyetem Belső-ázsiai Tanszék–Magyar Tudományos Akadémia Altajisztikai Kutatócsoport, Bp., 2005
- Mongol játékok és versenyek. Szerk. Birtalan Ágnes. (Kőrösi Csoma Kiskönyvtár 27. Szerk. Ivanics Mária). Budapest, Akadémiai Kiadó 2006. 264 p. [Mongolian Games and Sports]
- Előszó. Rövidítési Jegyzék és átírási útmutató. In: Mongol játékok és versenyek. Szerk. Birtalan Ágnes. (Kőrösi Csoma Kiskönyvtár 27. Szerk. Ivanics Mária). Budapest, Akadémiai Kiadó 2006. pp. 5–9.
- A mongol nádom. In: Mongol játékok és versenyek. Szerk. Birtalan Ágnes. (Kőrösi Csoma Kiskönyvtár 27. Szerk. Ivanics Mária). Budapest, Akadémiai Kiadó 2006. pp. 11–16. [The Mongol Naadam. In: Mongol Games and Competitions]
- A csigacsont szakrális szerepe és a csigacsontjátékok. In: Mongol játékok és versenyek. Szerk. Birtalan Ágnes. (Kőrösi Csoma Kiskönyvtár 27. Szerk. Ivanics Mária). Budapest, Akadémiai Kiadó 2006. pp. 24–73. [The Sacral Role of the Astragal and the Astragal Games In: Mongol Games and Competitions]
- Dzsingisz kán (uralk. 1206-1227) és a Nagy Mongol Birodalom. In: Dzsingisz kán és öröksége. A Mongol Birodalom. Szerk. Garam Éva. Budapest, Magyar Nemzeti Múzeum 2007. pp. 15–22. [Genghis Khan (1206-1227) and the Great Mongol Empire]
- Dzsingisz kán utódai a nagykáni trónon, Ögödej, Güjük, Möngke. In: Dzsingisz kán és öröksége. A Mongol Birodalom. Szerk. Garam Éva. Budapest, Magyar Nemzeti Múzeum 2007. pp. 23–26. [Genghis Khan's Successors in the Great Khagan'sThrone]
- A buddhizmus a mongol népeknél. In: Dzsingisz kán és öröksége. A Mongol Birodalom. Szerk. Garam Éva. Budapest, Magyar Nemzeti Múzeum 2007. pp. 36–41. [Buddhism among the Mongols]
- Genghis Khan (1206-1227) and the Great Mongol Empire. In: Genghis Khan and his Heirs. The Mongol Empire. Ed. Garam Éva. Budapest, Magyar Nemzeti Múzeum 2007. pp. 15–22. (the English version of Nr. 16.)
- Genghis Khan’s Successors in the Great Khagahans’ Throne: Ögödei, Güyük, Möngke (1229-1259). In: Genghis Khan and his Heirs. The Mongol Empire. Ed. Garam Éva. Budapest, Magyar Nemzeti Múzeum 2007. pp. 23–26. (the English translation of Nr. 17.)
- Buddhism among the Mongols. In: Genghis Khan and his Heirs. The Mongol Empire. Ed. Garam Éva. Budapest, Magyar Nemzeti Múzeum 2007. pp. 36–41. (the English translation of Nr. 18.)
- A 13. századi mongol nomádok anyagi műveltsége kínai források tükrében. In: Kínai történelem és Kultúra. Tanulmányok Ecsedy Ildikó emlékére. Ed. Hamar Imre – Salát Gergely (Sinológiai Műhely 7.) Budapest, Balassi Kiadó 2009. pp. 136–143. [Material culture of the 13th century Mongols in Chinese sources. In: Chinese history and culture. Studies dedicated to the memory of Ildikó Ecsedy]
- Gábor Bálint of Szentkatolna, A Romanized Grammar of the East- and West-Mongolian Languages. With popular Chrestomathies of both Dialects. Ed. and Introduced: Ágnes Birtalan. (Budapest Oriental Reprints: Series B 3) Budapest, Library of the Hungarian Academy of Sciences – Csoma de Kőrös Society 2009. 222 p.
- Introduction. In: Gábor Bálint of Szentkatolna, A Romanized Grammar of the East- and West-Mongolian Languages. With popular Chrestomathies of both Dialects. Ed and Introduced: Ágnes Birtalan. (Budapest Oriental Reprints: Series B 3) Budapest, Library of the Hungarian Academy of Sciences – Csoma de Kőrös Society 2009. pp. IX-XXXIV. (introduction to Nr. 23.)
- A Survey of the Activity of the Hungarian-Mongolian Joint Expedition (1991-). In: Mongolian Studies in Europe. Proceedings of the Conference held on 24-25, November 2008 in Budapest. Ed. Birtalan Ágnes. Budapest, Department of Inner Asian Studies 2010. pp. 25–37.
- Kalmyk Folklore and Folk Culture in the mid-19th Century. Philological Studies on the Basis of Gábor Bálint of Szentkatolna’s Kalmyk Texts. (Oriental Studies 15) Budapest, Library of the Hungarian Academy of Sciences – Elista, Kalmyk Institute of Humanitarian Studies of the Russian Academy of Sciences 2011. 380 p.
- Fieldwork among the Oirads. Activity of the Hungarian-Mongolian Joint Expedition for the Research of Mongolian Dialects and Tranditional Culture. In: Oirad and Kalmyk Linguistic Essays. Ed. by Ágnes Birtalan. (Tálentum Sorozat 11) ELTE Eötvös Kiadó, Budapest 2012, pp. 11–24.
- Oirad – The prestige Language. Ethnolinguistic Approach to the Altai Oirad Language and its Dialects. In: Oirad and Kalmyk Linguistic Essays. Ed. by Ágnes Birtalan. (Tálentum Sorozat 11) ELTE Eötvös Kiadó, Budapest 2012, pp. 59–74.
- Zakhchin – An Example of the Perlocutionar Speech Act. The Nügl/Nügel/Nügül/Nǖl. In: Oirad and Kalmyk Linguistic Essays. Ed. by Ágnes Birtalan. (Tálentum Sorozat 11) ELTE Eötvös Kiadó, Budapest 2012, pp. 90–105.
- Avragdsan tuulʹs. Rescued epics. Three heroic epics from the repertoire of the Bayit bard, Uwxīn Bat; szerk. Birtalan Ágnes, Szilágyi Zsolt; L'Harmattan–Könyvpont, Bp., 2012 + CD
- Keleti kutatások. Tanulmányok az ELTE BTK Távol-keleti Intézet OTDK dolgozataiból, 2013-2015; Birtalan Ágnes, főszerk., Csáki Nelli, Takó Ferenc szerk.; ELTE BTK Távol-keleti Intézet, Bp., 2016